# Генри (округ, Айова)
Ге́нри (англ. Henry County) — округ в США, штате Айова. На 2000 год численность населения составляла 20 336 человек. По оценке бюро переписи населения США в 2009 году население округа составляло 19 929 человек. Окружным центром является город Маунт-Плезант.

## История
Округ Генри был сформирован 7 декабря 1836 года.

## География
По данным Бюро переписи США, общая площадь округа равняется 1 131,0 км², из которых 1 125,2 км² суша и 5,8 км² или 0,51 % это водоемы.

### Основные шоссе
- Шоссе 34
- Шоссе 218/Автострада 27
- Автострада 16
- Автострада 78

### Соседние округа
- Вашингтон (Айова) — север
- Луиза (Айова) — северо-восток
- Де-Мойн (Айова) — восток
- Ли (Айова) — юг
- Ван-Бьюрен (Айова) — юго-запад
- Джефферсон (Айова) — запад

## Демография
По данным переписи населения 2000 года в округе проживало 20 336 жителей. Среди них 22,2 % составляли дети до 18 лет, 15,8 % люди возрастом более 65 лет. 48,8 % населения составляли женщины.
Национальный состав был следующим: 94,0 % белых, 2,0 % афроамериканцев, 0,3 % представителей коренных народов, 2,5 % азиатов, 2,1 % латиноамериканцев. 1,3 % населения являлись представителями двух или более рас.
Средний доход на душу населения в округе составлял $18192. 12,1 % населения имело доход ниже прожиточного минимума. Средний доход на домохозяйство составлял $47353.
Также 86,1 % взрослого населения имело законченное среднее образование, а 16,2 % имело высшее образование.